# Petit Combin
Le Petit Combin est un sommet des Alpes pennines, en Suisse, situé dans le canton du Valais, qui culmine à 3 668 m d'altitude.
Sommet du massif des Combins situé au nord du Combin de Corbassière, il domine le val d'Entremont et le village de Bourg-Saint-Pierre à l'ouest et le glacier de Corbassière à l'est. Il est coiffé d'un plateau de neige de 200 m de large et de 300 m de long duquel partent 5 arêtes, dont l'arête nord-est qui se divise encore en deux. Le versant nord est recouvert par le glacier du Petit Combin,.